# Orgyia recens
Espèce
Orgyia recens, la Soucieuse, est une espèce de lépidoptères (papillons) de la famille des Erebidae et de la sous-famille des Lymantriinae.

## Morphologie
Le mâle est doté de larges antennes pectinées qui lui permettent de capter les phéromones émises par la femelle, qui est brachyptère.

## Distribution
Eurasiatique : toute l'Europe jusqu'au Japon (sauf régions méditerranéennes et nordiques).

## Écologie
Les mâles volent le jour dans des milieux divers : forêts humides, landes sèches, aussi aux environs des villes et villages. 
Les femelles, incapables de voler, peu mobiles, pondent souvent sur leur cocon.

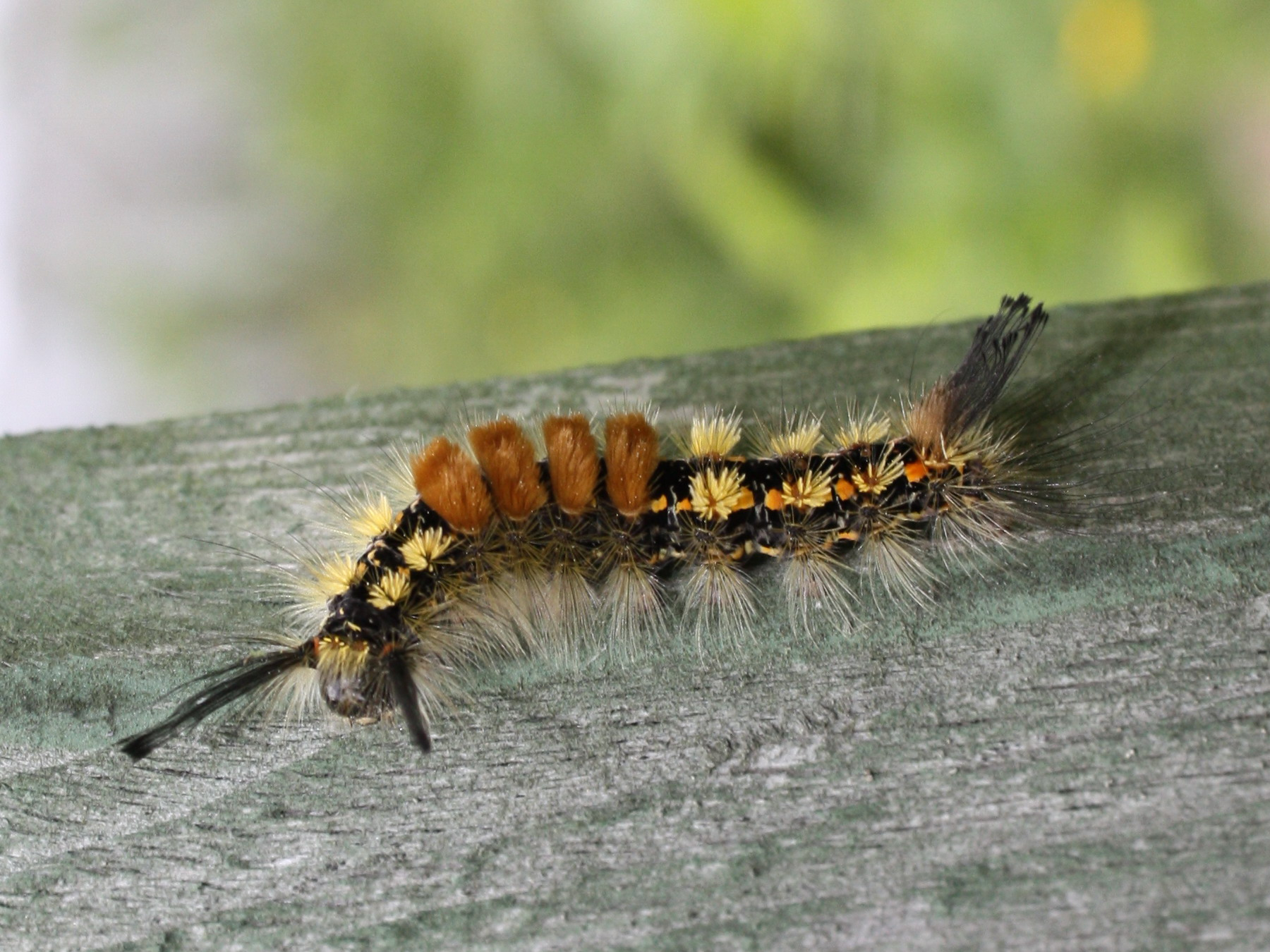
Chenille

Très polyphages, les chenilles se nourrissent sur divers arbres et arbustes au feuillage caduc (Prunus, Crataegus, Quercus, Salix, Rubus, etc.)

### Espèces proches ou morphologiquement proches
- Orgyia antiqua (l'Étoilée)
- Orgyia leucostigma intermedia (Amérique du Nord)
- Calliteara pudibunda (la Pudibonde)
- Calliteara fascelina, ou Dicallomera fascelina (le Bombyx porte-brosses)